# Laura Perrudin
Laura Perrudin, née le 27 juin 1990 à Rennes, est une musicienne, chanteuse, compositrice, productrice et auteure française. Elle est la première musicienne au monde à jouer de la harpe chromatique électrique, instrument créé spécialement pour elle.

## Biographie
Originaire de Rennes, Laura Perrudin grandit dans une famille mélomane. Elle commence à jouer de la harpe celtique en entrant au conservatoire de Rennes à l'âge 8 ans où elle étudie ensuite la harpe classique pendant dix années. Elle suit également les cours de la classe de jazz du Conservatoire de Saint Brieuc . Rapidement, la musicienne se trouve limitée par ce seul instrument pour performer la musique qu'elle affectionne. En autodidacte, elle se familiarise avec le chant et le piano et commence à créer de la musique électronique avec des samples. Plus tard, elle rencontre le luthier Philippe Volant qui lui fabrique sur mesure une harpe à la fois chromatique et électrique, un instrument unique au monde,.

## Carrière musicale
Fortement inspirée par les nouvelles technologies et nouvelles formes de compositions musicales, Laura Perrudin mêle de nombreuses influences issues du jazz, des musiques électroniques, de la Soul, du Hip-hop et de la Pop à une nouvelle forme de folk expérimentale. La musicienne est l'une des pionnières de la harpe chromatique à cordes alignées et la première détentrice d'une harpe chromatique électrique à laquelle elle associe l'utilisation d'un laptop, de looper mutlipistes ou encore de pédales d’effet,.
En 2015, un premier album Impressions voit le jour. L'artiste rend hommage à la poésie anglophone et compose ses mélodies autour des poèmes d'Edgar Allan Poe, William Butler Yeats, Oscar Wilde, James Joyce ou William Shakespeare.  
Laura Perrudin s'est produite dans des lieux et festivals tels que le Winter Jazz Festival de New York, le Barbican Centre de Londres, Le Trianon à Paris, le Montreux Jazz Festival, Jazz à Vienne ou encore le New Morning mais aussi en Allemagne, en Irlande, en Hollande, en Ukraine, en Italie, en Slovaquie, au Brésil, en Chine et à Taïwan. Elle a également assuré les premières parties des artistes Wayne Shorter, Zucchero, John Scofield, Joe Lovano, Gretchen Parlato, Nakhane Touré, Kellylee Evans ou Ibrahim Maalouf. Elle joue aux Transmusicales de Rennes en 2017. 
Un second album Poisons & Antidotes sort en septembre 2017. Ce nouvel opus a été enregistré chez elle à Paris, mixé par Jérémy Rouault en Bretagne et masterisé au Greenhouse studio de Reykjavik par Valgeir Sigurðsson, connu notamment pour son travail auprès des musiciens Camille, Damon Albarn, Björk ou Feist. Cet album est particulier au sens où l’intégralité des sons que l'on peut y entendre ont été produits à partir de la harpe chromatique électrique et de la voix de Laura Perrudin.
Son troisième album sort le 11 décembre 2020, il traite de la chasse aux sorcières vécue par les femmes artistes pendant la Renaissance. Avec l'appel de différents musiciens dont Philippe Katerine (sur le titre Push Me) et Becca Stevens (appelé pour The W word qui est  sorti avec un clip), les titres sont composés en français et en anglais et même en breton à l'aide du rappeur Krismenn. Mélangeant acoustique et effets électroniques, elle parvient à surprendre les auditeurs avec son style mêlant chœur et voix soliste.

## Distinctions
- 2013 : prix tremplin national Jazz à Vannes, Morbihan
- 2013 : prix de composition au Concours national de Jazz de la Défense, Paris
- 2014 : 2e prix de la Montreux International Voice Competition, Montreux Jazz Festival, Suisse
- 2014 : prix d'aide à la professionnalisation au tremplin du Festival Jazz à Saint-Germain-des-Prés Paris, Paris
- 2017 : prix Talent ADAMI